# Eurosong 2023 (Irlanda)
La sedicesima edizione di Eurosong si è svolta il 3 febbraio 2023, in una puntata speciale del talk show The Late Late Show, e ha selezionato il rappresentante dell'Irlanda all'Eurovision Song Contest 2023 a Liverpool.
I vincitori sono stati i Wild Youth con We Are One.

## Organizzazione
Il 5 settembre 2022 l'emittente Raidió Teilifís Éireann (RTÉ) ha confermato la partecipazione dell'Irlanda all'Eurovision Song Contest 2023. La ricerca del rappresentante nazionale è iniziata il 30 settembre: fino al successivo 28 ottobre, gli artisti interessati hanno avuto la possibilità di inviare le loro proposte all'emittente, che una giuria composti da professionisti del settore e fan dell'Eurovision ha poi valutato.
La competizione si è svolta il 3 febbraio 2023. Il voto combinato di due giurie, una irlandese e una internazionale, e televoto ha decretato tutti i risultati. A differenza dell'edizione precedente, la giuria presente in studio non ha votato, ma ha fornito solo commenti sulle esibizioni.

## Partecipanti
I 6 partecipanti e i relativi brani sono stati scelti fra oltre 300 proposte e annunciati il 9 gennaio 2023 durante il Ryan Tubridy Show su RTÉ Radio 1.
| Artista           | Titolo                 | Lingua             | Compositori                                                 |
| ----------------- | ---------------------- | ------------------ | ----------------------------------------------------------- |
| Adgy              | Too Good for Your Love | Inglese, irlandese | Andrew Carr, Peter Solymosi                                 |
| Connolly          | Midnight Summer Night  | Inglese            | Jennifer Connolly                                           |
| K Muni & ND       | Down in the Rain       | Inglese            | Kofi Appiah, Nevlonne Dampare                               |
| Leila Jane        | Wild                   | Inglese            | Leila Jane Keeney, Liis Hainla, Arto Ruotsala, Aaron Sibley |
| Public Image Ltd. | Hawaii                 | Inglese            | John Lydon, Lu Edmonds, Scott Firth, Bruce Smith            |
| Wild Youth        | We Are One             | Inglese            | Ed Porter, Conor O'Donohoe, Jörgen Elofsson                 |

## Finale
La finale si è tenuta il 3 febbraio 2023 presso lo Studio 4 dei centri televisivi RTÉ di Dublino, durante il Late Late Show: Eurovision Special.
A vincere il voto delle giuria internazionale e di quella irlandese sono stati rispettivamente Connolly e i Wild Youth; il televoto ha successivamente favorito i secondi, garantendo loro la vittoria della selezione.
| # | Artista           | Titolo                 | Giuria    | Giuria         | Televoto | Totale | Posizione |
| # | Artista           | Titolo                 | Irlandese | Internazionale | Televoto | Totale | Posizione |
| - | ----------------- | ---------------------- | --------- | -------------- | -------- | ------ | --------- |
| 1 | Leila Jane        | Wild                   | 2         | 2              | 2        | 6      | 6         |
| 2 | Adgy              | Too Good for Your Love | 4         | 8              | 4        | 16     | 5         |
| 3 | Public Image Ltd. | Hawaii                 | 6         | 6              | 6        | 18     | 4         |
| 4 | Connolly          | Midnight Summer Night  | 10        | 12             | 10       | 32     | 2         |
| 5 | Wild Youth        | We Are One             | 12        | 10             | 12       | 34     | 1         |
| 6 | K Muni & ND       | Down in the Rain       | 8         | 4              | 8        | 20     | 3         |